# 奧波勒斯
奧波勒斯(ὀβολός，也译为欧帛勒斯、奥波尔)，古希臘的一種小銀幣，六個奧波勒斯等於一個德拉克馬。在希臘神話中，有人死了，要在死者口中放一枚奧波勒斯，付給卡戎作為把死者渡過冥河的酬勞，未付款的死者，將被迫在河岸遊蕩百年。后来在法国等一些地区也使用过，现代希腊也曾经使用过作为小的货币单位。另外也被用作为一种重量单位。

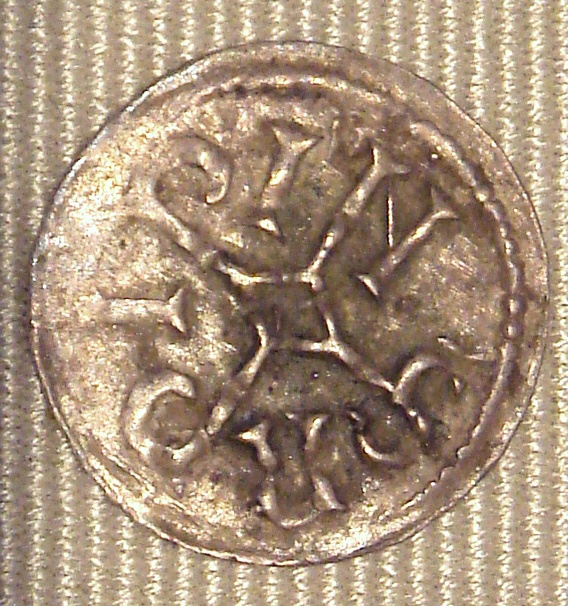
阿基坦的丕平一世（845-848年在位）发行的奥波尔